# ВАЗ-2801
ВАЗ-2801 — советская экспериментальная модель электромобиля, выпущенная малой серией, предназначенная для перевозок небольших партий грузов.

## Производство и эксплуатация
В 1975 году на базе универсала ВАЗ-2102 было изготовлено 2 опытных образца с кузовом фургон, которым был присвоен индекс 21029. После нескольких лет испытаний к 1981 году была выпущена пробная партия электромобилей в количестве 47 шт. Эти машины были отправлены потребителям в Москву, Тольятти, на украинские предприятия, несколько экземпляров использовались для доставки горячего питания на территории автозавода.

## Конструкция
Электромобиль представлял собой двухместный фургон с гофрированными филёнками вместо задних окон, задние боковые двери отсутствовали. На месте задней правой двери находился технологический люк для доступа к тяговым аккумуляторам.
Мощность двигателя составляла 25 кВт, который питался от никель-цинковых аккумуляторных батарей ёмкостью 125 А·ч общим весом 380 кг, установленных на дополнительную алюминиевую раму. Запас хода при скорости 40 км/ч достигал 110 км, по другим данным — 80 км. Максимальная скорость до 60 км/ч (по другим данным 87 км/ч). Грузоподъёмность составляла по разным данным 240 кг или 340 кг.